# Кирикале (вилајет)
Вилајет Кирикале (тур. Kırıkkale ili) је вилајет у средњој Турској. Он је раскрсница главних путева источно од Анкаре који воде ка црноморској регији.  Услед муњевитог раста популације постао је индустријски центар. Престоница вилајета је град Кирикале.
Кирикале је брзорастући град у централној Турској, на прузи Анкара-Кајсери у близини реке Кизилирмак. Некада село, дугује свој убрзани раст популације углавном успостављању челичана 1950-их година прошлог века. Ови погони, међу највећима у земљи, баве се производњом висококвалитетних легура челика и машина. Током 1960-их година отворена су и хемијска постројења.

## Окрузи
Вилајет Кирикале је подељен на 9 округа (престоница је подебљана):
- Бахшили
- Балишејх
- Челеби
- Делиџе
- каракечили
- Кескин
- Кирикале
- Сулакјурт
- Јахшихан

## Галерија
- Долина реке Делиџе у близини Јени Јапана